# Kult czaszek

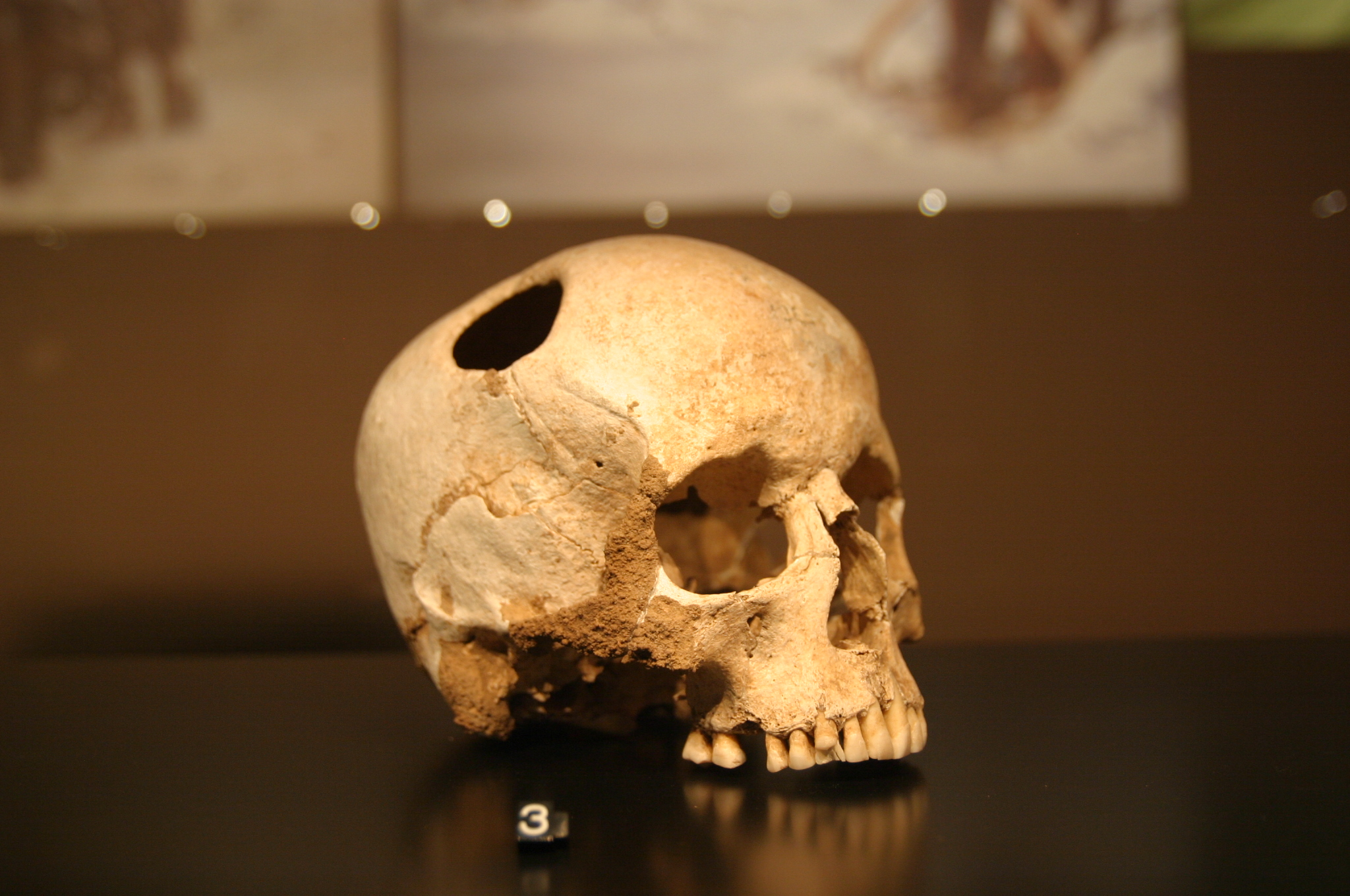

Kult czaszek – forma kultu religijnego polegająca na oddawaniu czci czaszkom ludzkim bądź zwierzęcym.

## Rodowód
Jak wskazują wykopaliska archeologiczne kult ten może mieć początek w epoce środkowego paleolitu. Znaleziska z Krapinie, Ngandong  i Monte Circeo sugerują, że kult ten mógł się wiązać z kanibalizmem. Na ślady tego kultu natrafiono także w późnopaleolitycznych stanowiskach w Offnet i Placard, co może wskazywać na jego kontynuację w późnym paleolicie. W końcowym paleolicie pojawił się kult czaszek zwierzęcych, zwłaszcza niedźwiedzich. Kult ten mógł mieć związek z magią łowiecką lub z kultem Pan Zwierzyny. Obecność kultu czaszek stwierdzono także w neolitycznych osadach na Bliskim Wschodzie jak np. Tell Ramad, Jerycho. Wiązał się on zapewne z kultem przodków lub zmarłych, na co wskazują znalezione czaszki pod podłogami domostw. W Egipcie predynastycznym na istnienie wskazuje zwyczaj preparowania ludzkich głów, praktykowany do czasu V dynastii. Potwierdza to cytat z Księgi umarłych: „Jestem Księciem... synem księcia ... któremu głowa została zwrócona po uprzednim odcięciu”. Występował także u Celtów, na co wskazują antyczni autorzy pisząc o ich zwyczaju obcinania głów zabitych wrogów i późniejszego preparowania.

## Charakterystyka
Według Eliedego kult czaszek mógł się wiązać z wiarą ówczesnych ludzi w możliwość zdobycia władzy nad duszą zmarłego po spożyciu mózgu ofiary, który według ich miał być siedzibą duszy. To przekonanie z kolei uczyniło z czaszki obiekt kultu.

### Łowcy głów
Wiara w moc ludzkiej czaszki była zapewne przyczyną powstania tzw. polowań na głowy. Zjawisko to wiąże się z łowcami głów i występuje na licznych kontynentach, np. u licznych plemion papuaskich na Nowej Gwinei, u Dajaków na Borneo, na Filipinach u Ifuguaowów, u Indian Witoto, Munduruku czy Jiwaro w Ameryce Południowej. Kult ten często łączy się z kanibalizmem. Jak pisze Frazer łowca głów stawał się czysty po dokonaniu obrzędów oczyszczających.